# Вендиш Риц
Вендиш Риц (њем. Wendisch Rietz) општина је у њемачкој савезној држави Бранденбург. Једно је од 38 општинских средишта округа Одер-Шпре. Према процјени из 2010. у општини је живјело 1.421 становника. Посједује регионалну шифру (AGS) 12067520.

## Географски и демографски подаци
Вендиш Риц се налази у савезној држави Бранденбург у округу Одер-Шпре. Општина се налази на надморској висини од 51 метра. Површина општине износи 25,1 km². У самом мјесту је, према процјени из 2010. године, живјело 1.421 становника. Просјечна густина становништва износи 57 становника/km².